# Elide Melli
Elide Melli, née à Mondavio le 29 novembre 1952 est une actrice et productrice italienne. Elle est apparue dans plus d'une dizaine de films de 1979 à 2001.

## Filmographie partielle

### Comme actrice
- 1986 : Momo de Johannes Schaaf : Daria
- 1989 : Modigliani de Franco Brogi Taviani : Jeanne Hébuterne
- 1990 : Jours tranquilles à Clichy de Claude Chabrol
- 1995 : La Septième Demeure de Márta Mészáros : Rosa
- 1996 : Festival de Pupi Avati
- 1996 : I magi randagi de Sergio Citti
- 2001 : Vipera de Sergio Citti

### Comme productrice

#### Cinéma
- 2003 : L'avvocato de Gregorio
- 2005 : Fratella e sorello
- 2007 : Maradona - La mano de Dios
- 2010 :L'Ange du mal (Vallanzasca - Gli angeli del male)

#### Télévision
- 2006 : La contessa di Castiglione (mini série TV)
- 2008 : Artemisia Sanchez (mini série TV)